# 俗天使
『俗天使』（ぞくてんし）は、太宰治の短編小説。

## 概要
| 初出     | 『新潮』1940年1月号                     |
| 単行本   | 『皮膚と心』（竹村書房、1940年4月20日） |
| 執筆時期 | 1939年11月13日～15日（推定）            |
| 原稿用紙 | 20枚                                    |

妻の美知子は「『俗天使』のおしまひの手紙の主は、『女生徒』のS子さんである」と述べている。「S子さん」とは、短編『女生徒』の元となる日記を提供した有明淑（ありあけ しず）のこと。
手紙で『女生徒』に触れた箇所は以下のとおり。「けふ夕方、お母さんが『女生徒』を読みたいとおつしやいました。私は、つい、『厭よ。』つて断りました。そして、五分くらい経つてから、『お母さん意地悪ね。だけど、仕方がないわ。困つたわ。』なんて変なことばかり言つて、あの本を書斎から持つて来てあげましたの。」「私は、このごろ、とても気取つて居ります。をぢさんが私のことを、上手に書いて下さつて、私は、日本全国に知られてゐるのですものね。」
冒頭、語り手はミケランジェロの「最後の審判」やダ・ヴィンチの「聖アンナと聖母子」「モナ・リザ」（ジョコンダ）について所感を述べるが、これには次のようないわれがある。妻美知子は言う。
「九月一日、（注・三鷹への）引越の日に、一人の訪客がございました。洋画家でクリスチヤンのHさんです。その月から最も頻繁に三鷹へ訪ねてこられました。いつも御愛蔵の画集を携へてこられまして、お蔭様で太宰は居乍ら、古代近世の名画を鑑賞することが出来たのでございます。『俗天使』中の聖母子の神品も、その中の一枚でございます」

## 備考
- SHINCHOムック『名短篇―新潮創刊一〇〇周年記念 通巻一二〇〇号記念』（新潮社、2004年12月）に本作品は収録された[4]。